# سبر مونرو
سبر مونرو هو ممثل كندي، ولد في 30 نوفمبر 1999 بتورونتو في كندا.

## أعمال

### أفلام
- (2010) ديفل[4][5]
- (2011) المخلدون[6][7]

## وصلات خارجية
- سبر مونرو على موقع IMDb (الإنجليزية)
- سبر مونرو على موقع ألو سيني (الفرنسية)
- سبر مونرو على موقع أول موفي (الإنجليزية)
- سبر مونرو على موقع قاعدة بيانات الفيلم (الإنجليزية)
- سبر مونرو على موقع كينوبويسك (الروسية)